# Paul Rahtgens
Paul Heinrich Rahtgens (* 12. Juni 1867 in Lübeck; † 27. Juni 1929 in Eutin) war ein deutscher evangelisch-lutherischer Geistlicher und ab 1910 der Leitende Geistliche (ab 1920 Landespropst) der Evangelisch-Lutherischen Landeskirche des Fürstentums Lübeck im Großherzogtum Oldenburg bzw. ab 1918 des Landesteils Lübeck im Freistaat Oldenburg.

## Leben

### Herkunft
Paul Rahtgens stammte aus einer Lübecker Buchdrucker-Familie und war ein Sohn des Druckers Johannes Nicolaus Heinrich Rahtgens (1822–1907) und seiner Frau Alwine. Der Architekturhistoriker Hugo Rahtgens war sein jüngerer Bruder. Er besuchte das Katharineum zu Lübeck bis zum Abitur Ostern 1887 und studierte Evangelische Theologie.

### Laufbahn
Nach seinem Examen wurde er zum 1. Mai 1894 zum Pastor der Maria-Magdalenen-Kirche (Malente) berufen. Im April 1909 wechselte er für kurze Zeit nach Lübeck, bevor er am 1. April 1910 als Nachfolger von Theodor Valentiner nach Eutin berufen wurde. Hier war er Hauptpastor (Erster Stadtprediger) der St.-Michaelis-Kirche (Eutin) und als Superintendent mit dem Titel Geheimer Kirchenrat der Leitende Geistliche der kleinen Landeskirche des Fürstentums Lübeck im Großherzogtum Oldenburg. Sein Aufsichtsbereich umfasste 1910 zwölf Kirchspiele mit rund 40000 lutherischen Einwohnern. Die bereits angelaufene Verhandlung zur Schaffung einer synodalen Struktur bei gleichzeitiger Eingliederung in die Evangelisch-Lutherische Kirche in Oldenburg wurde durch den Ersten Weltkrieg unterbrochen. Im September 1914 regte er die Gründung eines Zweigvereins des Oldenburgischen Landesvereins vom Roten Kreuz an und wurde dessen Vorsitzender.
Mit dem Ende des Landesherrlichen Kirchenregiments und der Einführung einer neuen Kirchenverfassung wurde Rahtgens 1921 zum ersten Landespropst gewählt, unter Entbindung von seinem Gemeindepfarramt an St. Michael. Er leitete die Kirche bis zu seinem Tod. Begraben wurde er in seiner alten Gemeinde in Malente.
Zu seinem Nachfolger wurde am 2. Juni 1930 Wilhelm Kieckbusch gewählt.
Rahtgens verfasste zahlreiche regionalhistorische Beiträge in den Eutiner Blättern für Heimatkunde und war Mitglied im Verein für Lübeckische Geschichte und Altertumskunde.

## Schriften
- Die Kirche zu Malente: ein Erinnerungsblatt an alte und junge Vergangenheit. Eutin: Struve 1894
- Die Innere Mission im Fürstetum Lübeck. Eutin: Struve 1899
- Die Spuren von Vossens Luise in Malente, dem Kirchdorfe Grünau. Eutin: Struve 1899

2. Auflage u.d.T.: Grünau-Malente, der Schauplatz von Voß’ Luise. Malente: Stegelmann & Roelz [1904]
Nachdruck Eutin: Lumpeter & Lasel 2007, ISBN 978-3-9810674-6-0
- Sammlung der auf die evangelisch-lutherische Kirche des Fürstentums Lübeck bezüglichen Gesetze, Verordnungen etc. Eutin: Struve 1909
- Reformationsgeschichte des Bistums Lübeck. Eutin: Sruve 1917
- Die neue Verfassung der Landeskirche des Landesteils Lübeck. 1920
- Die Familie Rahtgens in den letzten beiden Jahrhunderten: Den Nachkommen von Johannes Nikolaus Heinrich Rahtgens anläßl. d. Wiederkehr s. Geburtstages am 22. Juni 1922 überreicht. Lübeck: Rahtgens 1922